# Takashi Sekizuka
Takashi Sekizuka (Funabashi, 26 ottobre 1960) è un allenatore di calcio ed ex calciatore giapponese, di ruolo centrocampista.

## Palmarès

### Allenatore

#### Competizioni nazionali
- J. League Division 2: 1

Kawasaki Frontale: 2004